# Halowe Mistrzostwa Europy w Lekkoatletyce 1983 – bieg na 60 m przez płotki mężczyzn
Bieg na 60 metrów przez płotki mężczyzn – jedna z konkurencji biegowych rozgrywanych podczas halowych lekkoatletycznych mistrzostw Europy w Sportscsarnok w Budapeszcie. Eliminacje, półfinały i bieg finałowy zostały rozegrane 6 marca 1983. Zwyciężył reprezentant Niemieckiej Republiki Demokratycznej Thomas Munkelt, który w finale ustanowił nieoficjalny halowy rekord świata czasem 7,48 s. Tytułu zdobytego na poprzednich mistrzostwach nie bronił Aleksandr Puczkow ze Związku Radzieckiego.

## Rezultaty

### Eliminacje
Rozegrano 4 biegi eliminacyjne, do których przystąpiło 20 biegaczy. Awans do półfinału dawało zajęcie jednego z pierwszych dwóch miejsc w swoim biegu (Q). Skład półfinałów uzupełniło czterech zawodników z najlepszym czasem wśród przegranych (q).
Opracowano na podstawie materiału źródłowego.
Bieg 1
| Miejsce | Zawodnik           | Czas | Uwagi |
| ------- | ------------------ | ---- | ----- |
| 1       | Arto Bryggare      | 7,56 | Q     |
| 2       | György Bakos       | 7,74 | Q     |
| 3       | Daniele Fontecchio | 7,81 | q     |
| 4       | Carlos Sala        | 7,84 | q     |
| 5       | Nigel Walker       | 7,92 |       |

Bieg 2
| Miejsce | Zawodnik           | Czas  | Uwagi |
| ------- | ------------------ | ----- | ----- |
| 1       | Thomas Munkelt     | 7,78  | Q     |
| 2       | Jürgen Schoch      | 7,910 | Q     |
| 3       | Pablo Cassina      | 8,01  |       |
| 4       | Herbert Kreiner    | 8,03  |       |
| 5       | Wiaczesław Ustinow | 8,03  |       |

Bieg 3
| Miejsce | Zawodnik          | Czas | Uwagi |
| ------- | ----------------- | ---- | ----- |
| 1       | Axel Schaumann    | 7,77 | Q     |
| 2       | Romuald Giegiel   | 7,78 | Q     |
| 3       | Andriej Prokofjew | 7,86 |       |
| 4       | Béla Bodó         | 7,90 |       |
| 5       | Jiří Čeřovský     | 7,95 |       |

Bieg 4
| Miejsce | Zawodnik          | Czas | Uwagi |
| ------- | ----------------- | ---- | ----- |
| 1       | Andreas Oschkenat | 7,72 | Q     |
| 2       | Gieorgij Szabanow | 7,78 | Q     |
| 3       | Mark Holtom       | 7,82 | q     |
| 4       | Javier Moracho    | 7,84 | q     |
| 5       | Ilhan Ağırbaş     | 8,71 |       |

### Półfinały
Rozegrano 2 biegi półfinałowe, w których wystartowało 12 biegaczy. Awans do finału dawało zajęcie jednego z trzech pierwszych miejsc w swoim biegu (Q).
Opracowano na podstawie materiału źródłowego.
Bieg 1
| Miejsce | Zawodnik           | Czas | Uwagi |
| ------- | ------------------ | ---- | ----- |
| 1       | Arto Bryggare      | 7,65 | Q     |
| 2       | Thomas Munkelt     | 7,66 | Q     |
| 3       | Axel Schaumann     | 7,69 | Q     |
| 4       | Daniele Fontecchio | 7,71 |       |
| 5       | Mark Holtom        | 7,77 |       |
| 6       | Javier Moracho     | 7,83 |       |

Bieg 2
| Miejsce | Zawodnik          | Czas | Uwagi |
| ------- | ----------------- | ---- | ----- |
| 1       | Andreas Oschkenat | 7,63 | Q     |
| 2       | György Bakos      | 7,65 | Q     |
| 3       | Romuald Giegiel   | 7,68 | Q     |
| 4       | Carlos Sala       | 7,73 |       |
| 5       | Gieorgij Szabanow | 7,80 |       |
| 6       | Jürgen Schoch     | 7,88 |       |

### Finał
Opracowano na podstawie materiału źródłowego.
| Miejsce | Zawodnik          | Czas | Uwagi |
| ------- | ----------------- | ---- | ----- |
| 1       | Thomas Munkelt    | 7,48 | WR    |
| 2       | Arto Bryggare     | 7,60 |       |
| 3       | Andreas Oschkenat | 7,63 |       |
| 4       | Axel Schaumann    | 7,64 |       |
| 5       | György Bakos      | 7,64 |       |
| 6       | Romuald Giegiel   | 7,70 |       |